# Letonia en los Juegos Paralímpicos de Turín 2006
Letonia estuvo representada en los Juegos Paralímpicos de Turín 2006 por un deportista masculino. El equipo paralímpico letón no obtuvo ninguna medalla en estos Juegos.